# Camillo Togni

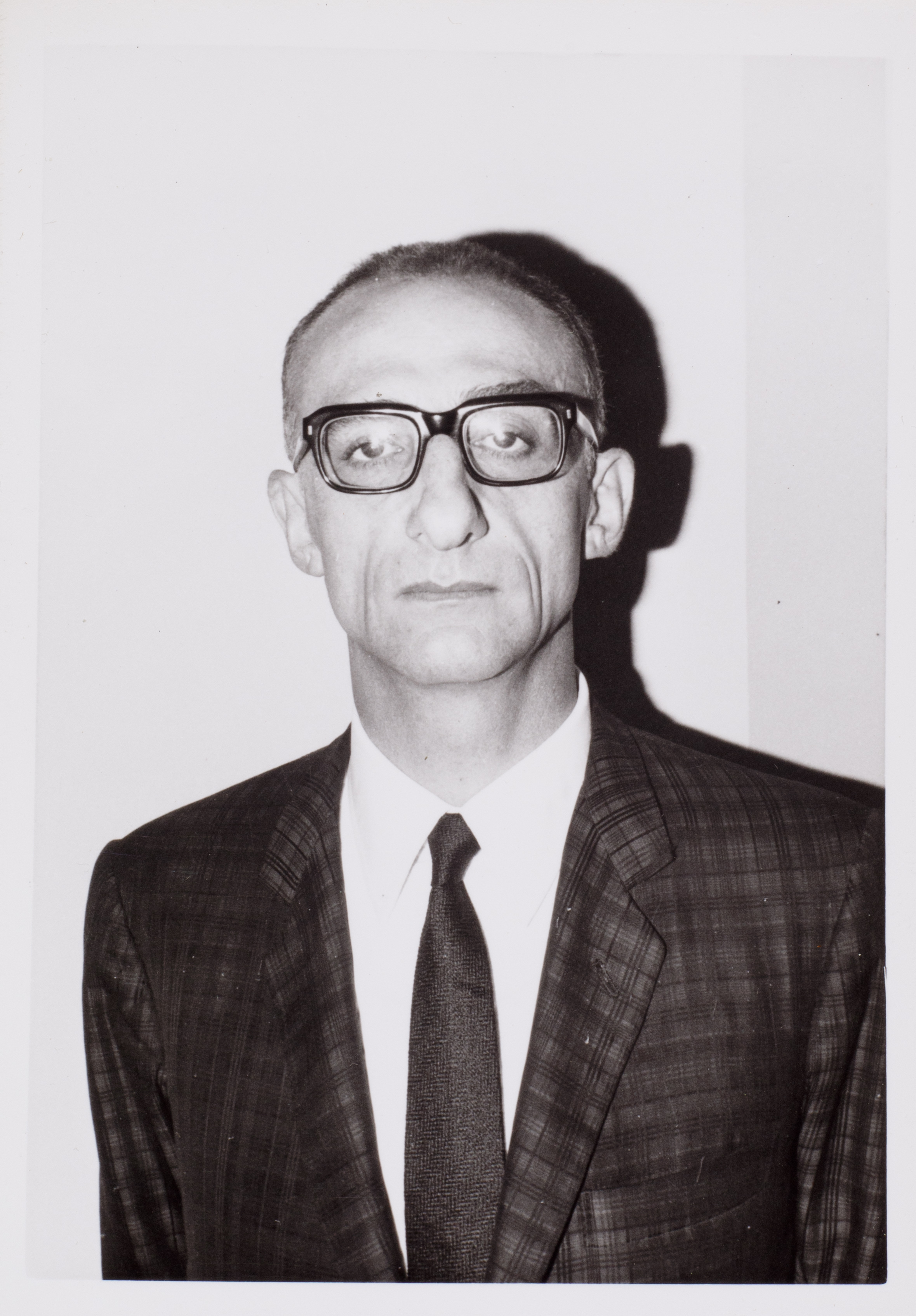
Camillo Togni ritratto nel 1972 da Alessandro Spina a Gussago - dall'Archivio fotografico della famiglia Togni

Camillo Togni (Gussago, 18 ottobre 1922 – Brescia, 28 novembre 1993) è stato un compositore, pianista e didatta italiano. Fu il primo compositore in Italia ad utilizzare il linguaggio dodecafonico in maniera integrale, caratteristica che attraversa tutta la sua produzione musicale. Fortemente legato ai testi di Georg Trakl compose Blaubart e Barrabas, opere teatrali in atto unico in linea con il teatro espressionista di Arnold Schönberg ed Alban Berg.

## Biografia

### La formazione
Nacque a Gussago in provincia di Brescia il 18 ottobre 1922, da Giacomo e da Maddalena Cancellerini, secondo di cinque figli (Giulio Bruno, Candida, Flaminio e Annamaria).
La madre Maddalena ricordava che Camillo fu l'unico dei fratelli ad aver parlato tardi compensando questo ritardo del linguaggio con un precoce interesse per il canto e la musica. In famiglia l'aria di musica si respirava grazie a due zie pianiste ed il padre Giacomo, molto appassionato all'attività di Giacomo Puccini. In questo ambiente anche il fratello maggiore Giulio Bruno e il più giovane Flaminio studiavano rispettivamente il pianoforte ed il violoncello. Fu una delle due zie, Esterina Togni Conti, a consigliare alla madre di dare un primo insegnante di pianoforte al bambino. Pensarono ad una cara amica di famiglia, Lisy Odorici.
I tentativi di composizione degli anni 1935/36 vennero recentemente catalogati da Togni come "Primissime composizioni dagli otto ai tredici anni, ante eventum!...", riferendosi all'incontro con la musica di Schönberg avvenuto nel 1938.
Dal 1936 proseguì in un percorso didattico privato intrapreso con Franco Margola, che influenzò i suoi primi esperimenti compositivi, tra i quali la LXIII lirica di Cesareo per voce femminile e pianoforte op. 1 (1936), d’impronta pucciniana, e il Concerto per archi op. 3 (1937), d’ispirazione neoclassica. Spicca per originalità la Fantasia a quattro voci e pedale per pianoforte op. 8 (1938). Dopo due anni di frequentazione Margola cominciò a percepire che il modo di sentire e vivere la musica del discepolo adolescente era affascinante ma problematico; fu nell'autunno del 1938 che Maestro ed allievo si recarono a Venezia cosicché il giovane Togni potesse essere presentato ad Alfredo Casella, che si trovava in Biennale per eseguire il primo Trio di Margola con Arturo Bonucci e Alberto Poltronieri. Poco dopo Togni incontrò nuovamente Casella a Milano e decise di studiare con lui.
Sempre nel 1938 Togni si accosta per la prima volta alla musica di Schönberg grazie ad un concerto del giovane Arturo Benedetti Michelangeli organizzato dalla Società dei Concerti di Brescia. Questo concerto era preceduto da una conferenza di Luigi Rognoni dal titolo «Parigi e Vienna». Togni qui cominciò un percorso sotto la supervisione di Casella che lo portò nel 1940 alla composizione della Serenata per pianoforte op.10 definita da Casella stesso come la «virata verso Vienna».
La guerra scaraventò il giovane Togni nella solitudine e nell'isolamento in un momento cruciale per la sua evoluzione artistica e il contatto con maestri ed amici fu sostituito dagli epistolari. Divenne molto difficile anche reperire le partiture di gran parte dei lavori di molti compositori di quel momento a causa delle leggi razziali: i racconti di Togni ci parlano della ricerca clandestina delle opere proibite, di letture al pianoforte, di trascrizioni pianistiche realizzate nell'ansia di impossessarsi di una scrittura, di biblioteche private generosamente messe a disposizione. Rimanevano in questo periodo solamente i corsi della Accademia Chigiana di Siena (dove conobbe tra gli altri Roman Vlad, con il quale mantenne un forte legame di amicizia per tutta la vita) e soprattutto il rapporto umano con Alfredo Casella che durò fino al 1942.
Per completare la formazione di un mondo interiore che poi si sarebbe rispecchiato pienamente nelle sue creazioni, scelse di intraprendere gli studi filosofici all'Università Cattolica di Milano. Tuttavia a partire dal 1943 i rapporti con Casella si interruppero poiché viaggiare verso Siena e Roma era troppo pericoloso ed il giovane Togni si fece presentare (sempre da Casella) a Giovanni Anfossi che insegnava a Milano e proseguì gli studi fino al 1944.
Circa un anno più tardi, in una lettera del 20 marzo 1945 ad Anfossi che si trovava sfollato ad Alpino di Stresa, Togni scriveva che il fatto di non poterlo incontrare gli causava una forte depressione: sentiva la mancanza di una guida che lo seguisse da vicino nella preparazione del diploma di pianoforte. Fortunatamente, nel frattempo Arturo Benedetti Michelangeli era sfollato a Gussago, accolto da Esterina Togni Conti nella sua casa di via IV Novembre 28. In questo momento cominciò un'assidua frequentazione da parte di Benedetti Michelangeli che durò fino al 1948.
Con il finire della Guerra riprese lentamente a scorrere la normalità e Togni nel 1946 si diplomò in pianoforte al Conservatorio di Parma con il massimo dei voti e la lode. In seguito Togni cominciò ad inserirsi nei circuiti della nuova musica rappresentati principalmente dai festival della S.I.M.C., dalla Biennale di Venezia e dai Ferienkurse di Darmstadt. Fu proprio nella primavera del 1949 che Camillo Togni prese parte al Primo Congresso dodecafonico organizzato a Milano da Riccardo Malipiero e Wladimir Vogel.
Nel 1948 si laureò in Filosofia a Pavia con una tesi su L'Estetica di Croce e il problema dell'interpretazione musicale.

### I Ferienkurse di Darmstadt
Camillo Togni presenziò ai Ferienkurse di Darmstadt dal 1951 al 1957 e costituirono per lui uno spazio di conoscenze ulteriori e di confronto con i coetanei. Bisogna sottolineare che il 1951 fu un anno molto doloroso per Togni, segnato in maggio dalla perdita del padre Giacomo. Tuttavia, su diretto invito di Steinecke, in estate decise di partire per Darmstadt, dove si attendeva con impazienza il ritorno di Schönberg. Togni cercò in tutti i modi di mettersi in contatto con il maestro viennese e ci riuscì nel 1949 scrivendogli una lettera appassionata il cui originale è conservato alla Library of Congress di Washington, ricevendone una risposta che teneva incorniciata vicino al pianoforte. Purtroppo Schönberg, gravemente ammalato, non poté sostenere il viaggio dagli Stati Uniti e, dunque, non poté mai partecipare ai corsi di Darmstadt.
Il 2 luglio del 1951 Togni partecipò alla prima mondiale in forma di concerto di Der Tanz um das goldene Klab dal Moses un Aron con la direzione di Scherchen. Schönberg morì pochi giorni dopo, il 13 luglio, rincuorato dal grande entusiasmo che la sua musica aveva provocato la sera del 2 luglio.
Se per Togni e per altri giovani musicisti italiani, tra cui Nono e Maderna, quella fu un'esperienza indimenticabile, per altri la valutazione era diametralmente opposta e le divergenze che nacquero tra i giovani di Darmstadt in alcuni casi erano assolutamente inconciliabili. La cesura causata dallo scritto "Schönberg is dead" di Pierre Boulez segnò l'inizio di una nuova fase nei corsi di Darmstadt.
È a questo periodo che risale la radicalizzazione della riflessione sulla serie dodecafonica come principio unificatore della totalità degli aspetti dell'oggetto musicale; Togni si trovava dunque sulla scia del pensiero di Schönberg per quanto riguarda gli schemi formali e di Webern per i presupposti e gli sviluppi di un cromatismo integrale.
Gli eventi del 1957 convinsero Togni a tornare nella solitudine se non nell'isolamento. Alla luce degli interventi di Boulez, Cage e Stockhausen, per Togni la natura dei corsi estivi di Darmstadt sembrava tradita alla luce dell'allontanamento da Schönberg e la morte improvvisa di Wolfgang Steinecke nel 1961 suggellò definitivamente l'epilogo di questa esperienza. Questa decisione rinchiuse Togni, agli occhi dei più, in un aristocratico isolamento che gli fece attribuire l'etichetta di "epigono di Schönberg".

### Attività
Fu attivo come concertista sino al 1953; in seguito eseguì in pubblico solo musiche proprie.
Suggestionato profondamente dalla musica di Schönberg, che ascoltò per la prima volta nel 1938, crebbe in lui un grandissimo interesse per la Seconda scuola di Vienna. Durante la seconda guerra mondiale, ebbe la possibilità di consultare molte partiture di Schönberg grazie a Luigi Rognoni, del quale Togni fu allievo.
Nel dopoguerra, assieme a Luigi Dallapiccola, Riccardo Malipiero e Bruno Maderna organizzò a Milano il Primo Congresso Internazionale di musica dodecafonica nel 1949.
Dal 1951 al 1957 frequentò i Ferienkurse di Darmstadt, ma in seguito si sentì del tutto estraneo alla nuova corrente (legata alla musica aleatoria) che imperò in quel contesto alla fine degli anni cinquanta. Decise quindi di non ripetere l'esperienza, e infatti non ritornò a Darmstadt fino al 1990, anno in cui vi fu invitato nuovamente. 
Nel 1953 ricevette un invito dal "Congrès pour la liberté de la Culture" di Parigi a comporre un'opera per il Festival de La Musique du XX siècle tenutosi l'anno successivo a Roma: nacque così il brano Ricerca per baritono e cinque strumenti.

Nel 1954 la città di Darmstadt gli commissionò un ciclo di cinque Lieder per soprano e pianoforte, Helian, su testi di Georg Trakl. Nel 1965, grazie ai Rondeaux per 10, gli fu attribuito il premio SIMC (Società Internazionale per la Musica Contemporanea)  per la musica da camera. 
Tenne corsi sulla musica contemporanea, dal 1960 al 1961, all'Università per Stranieri di Firenze. Dal 1977 al 1988 resse la cattedra del corso superiore di composizione al Conservatorio di Parma. Dal 1989 insegnò ai corsi speciali di perfezionamento in composizione della Scuola musicale di Fiesole.
Le opere di Camillo Togni sono edite da Suvini Zerboni (Milano).
Camillo Togni è stato presidente della commissione di un Concorso Pianistico Internazionale fino all'anno del suo decesso.

Fu amico dello scrittore Alessandro Spina, che si vantò per anni di averlo come unico lettore.

### Omaggi
A Gussago, suo paese natale, gli è dedicata la Sala Civica in piazza Vittorio Veneto, dove si tengono concerti, mostre e incontri culturali e nella Sala Consiliare del Municipio gli è dedicato un quadro che vuole ricordare l'attività dell'illustre cittadino.

## Stile
Camillo Togni è stato tra i primi in Italia ad adottare la dodecafonia; nel 1940 l'influenza di Arnold Schönberg era già notevolmente evidente nella sua Prima serenata per pianoforte,  mentre nel 1945 le Variazioni per pianoforte e orchestra sono già sintomatiche del suo personale approccio alla tecnica dodecafonica; questo brano venne eseguito alla Biennale di Venezia nel 1946. 
Togni in seguito subì inoltre le influenze di Anton Webern, e dopo la frequentazione dei corsi di Darmstadt trovò una sua personale strada nell'ambito dello strutturalismo; la sua musica si distingue per la suggestiva comunicatività, l'estrema sintesi sonora unita ad una grande trasparenza, e per il suo saldo artigianato strumentale.
Il suo ultimo progetto fu una trilogia operistica su testi dell'austriaco Georg Trakl, poeta che sin dal 1955 era negli interessi di Togni. La prima parte della trilogia, Blaubart, fu composta tra il 1972 ed il 1975 ed eseguita nel 1977 al Teatro La Fenice di Venezia, e la seconda parte, Barrabas, tra il 1982 ed il 1985. La trilogia rimane incompiuta a causa della scomparsa del compositore nel 1993, il quale non riuscì a compiere la terza ed ultima parte prevista, Maria Magdalena.

## Discografia
L'opera completa per pianoforte di Camillo Togni, suonata da Aldo Orvieto, è pubblicata da Naxos Records in 4 CD, il primo uscito nel 2013 e l'ultimo nel 2018.

## Opere principali
- Fantasia concertante per flauto e archi (1957)
- Helian, ciclo di lieder per soprano e complesso da camera (da Georg Trakl) (1961)
- Gesang zur Nacht per contralto e strumenti (da Georg Trakl) (1962)
- Recitativo per nastro magnetico (1962)
- Rondeaux per 10 per soprano e strumenti (da Charles d'Orléans) (1963)
- Tre preludi per clavicembalo (1963-1975)
- Blaubart, opera lirica (1972-1977)
- Für Herbert per due violini, viola e clavicembalo (1976)
- Some other where per orchestra (1977)
- Trio d'archi per violino, viola e violoncello (1978)
- Quasi una serenata per chitarra (1979)
- Due preludi per ottavino (1980-1981)
- Barrabas, opera lirica (1981-1985)
- Permaila per flauto e pianoforte (1982)
- Quinto capriccio per pianoforte (1987)